# 索奈穆里烏帕齊拉
索奈穆里乌帕齐拉是孟加拉国諾阿卡利縣的一个乌帕齐拉，位於吉大港专区的諾阿卡利縣。。

## 人口
據1991年孟加拉國人口普查，索奈穆里共有戶數49,286戶，人口327,194人。其中男性佔比50.73%，女性佔比49.27%；成年人口166,988人。該地7歲以上人口之平均識字率為30.3%。